# Ptichodis glans
Ptichodis glans är en fjärilsart som beskrevs av Augustus Radcliffe Grote 1875. Ptichodis glans ingår i släktet Ptichodis och familjen nattflyn. Inga underarter finns listade.